# کیریل گئورگیف
کیریل دیمیتریوف گئورگیف (بلغاری: Кирил Димитров Георгиев؛ زاده ۲۸ نوامبر ۱۹۶۵ در پتریچ) یک استادبزرگ شطرنج بلغاری - مقدونی و قهرمان هفت باره شطرنج بلغارستان است.

## حرفه شطرنج
گئورگیف برای اولین بار در سال ۱۹۸۳ وارد دنیای شطرنج شد، وقتی که با امتیاز غیرمنتظره ای قوی از ½۱۱ از ۱۳ به عنوان قهرمان مسابقات قهرمانی جهان دست یافت. این نتیجه به‌طور خودکار عنوان استاد بین‌المللی را به او داد. دو سال بعد، FIDE عنوان استادبزرگ را به او اعطا کرد.
در فرایند قهرمان بلغارستان ۱۹۸۴ (مشترک)، ۱۹۸۶ و ۱۹۸۹، او به سرعت به عنوان بازیکن شماره یک بلغارستان شناخته شد و از ایوان رادولف پیشی گرفت و پس از سالها سرانجام جای خود را به وسلین توپالف داد. وی بارها نماینده کشور خود در المپیاد شطرنج بوده که در میز ۱ یا ۲ بازی کرده‌است.
در مسابقات جهانی حمله رعد آسا در ۱۹۸۸ در سنت جان کانادا، کیریل گئورگیف پس از حذف قهرمان جهان گری کاسپاروف (۳–۱) در مرحله یک چهارم نهایی، سوم شد. در نیمه نهایی او با رافائل واهانیان (۳٫۵–۴٫۵) باخت. این مسابقات در نهایت با قهرمانی میخائیل تال پایان یافت.
سابقه وی در رقابت‌های بین‌المللی قابل توجه است، حتی با اینکه وی هرگز به مقام ابراستادبزرگی (ریتینگ ۲۷۰۰ یا بالاتر) نرسیده‌است.
در سال ۲۰۰۹، او رکورد جهانی را برای مسابقات سیمولتانه شکست: ۳۶۰ بازی در بیش از ۱۴ ساعت و ۲۸۰ برد، ۷۴ تساوی و ۶ باخت با کسب ۸۸٪ کل امتیازات ممکن. برای ثبت رکورد حداقل ۸۰٪ نرخ برد لازم بود.
وی دوباره به مدت سه سال متوالی، در سال‌های ۲۰۱۳، ۲۰۱۴ و ۲۰۱۵ بار دیگر قهرمان بلغارستان شد.